# You Kikkawa
You Kikkawa (吉川 友, Kikkawa Yū, nascida em 1 de maio de 1992) é uma cantora e atriz japonesa. Ela atingiu a fama interpretando Kobeni Hanasaki de Kirarin Revolution Stage 3 e, mais tarde, estreou como cantora com a música "Kikkake wa You!"

## Carreira

### 2006–2010: Pré-estréia,Kirarin Revolution
Kikkawa fez o teste para a 8ª geração do Morning Musume em 2006 e foi uma das seis finalistas entre 6.883 candidatas. Apesar de não fazer parte do grupo, ela foi aceita no grupo de trainees do Hello! Project, Hello Pro Egg, em 2007.
Em 2008, Kikkawa deu voz a Kobeni Hanasaki em Kirarin Revolution Stage 3 . Ela se tornou parte do subgrupo fictício MilkyWay com Koharu Kusumi do Morning Musume e Sayaka Kitahara do Hello Pro Egg. Kikkawa também lançou músicas para a trilha sonora sob o nome "Kobeni Hanasaki por You Kikkawa". Ela também fez aparições na televisão e em shows retratando Kobeni na vida real.

### 2011 – presente: estreia solo
Em 2011, Kikkawa estreou como cantor solo com a música "Kikkake wa You!"
Ela apareceu no filme de 2011 Cheerfu11y .
Em 2014, ela veio ao Brasil se apresentar no Anime Friends.

## Discografia

### Álbuns

#### Álbuns de estúdio
| Título                  | Detalhes                                                              | Ranking de vendas |
| Título                  | Detalhes                                                              | Japão             |
| ----------------------- | --------------------------------------------------------------------- | ----------------- |
| One for You!            | - Lançado: 18 de janeiro de 2012 - Rótulo: Universal J - Formatos: CD | 9                 |
| Two You                 | - Lançado: 24 de abril de 2013 - Rótulo: Universal J - Formatos: CD   | 59                |
| You the 3rd: Wildflower | - Lançado: 14 de outubro de 2015 - Rótulo: Universal J - Formatos: CD | 55                |

#### Coletâneas
| Título       | Detalhes                                                            | Ranking de vendas |
| Título       | Detalhes                                                            | Japão             |
| ------------ | ------------------------------------------------------------------- | ----------------- |
| Best of You! | - Lançado: 7 de agosto de 2013 - Rótulo: Universal J - Formatos: CD | 63                |

#### Álbuns de covers
| Título    | Detalhes                                                              | Ranking de vendas |
| Título    | Detalhes                                                              | Japão             |
| --------- | --------------------------------------------------------------------- | ----------------- |
| Vocalist? | - Lançado: 7 de novembro de 2012 - Rótulo: Universal J - Formatos: CD | 40                |

### Singles

#### Singles físicos
| Título                                               | Data                   | Ranking de vendas | Álbum                   |
| Título                                               | Data                   | Japão             | Álbum                   |
| ---------------------------------------------------- | ---------------------- | ----------------- | ----------------------- |
| "Kikkake wa You!"                                    | 11 de maio de 2011     | 9                 | One for You!            |
| "Hapirapi (Sunrise)"                                 | 5 de outubro de 2011   | 4                 | One for You!            |
| "Konna Watashi de Yokattara"                         | 28 de dezembro de 2011 | 16                | One for You!            |
| "Koko kara Hajimarun da!"                            | 11 de julho de 2012    | 25                | Two Yous                |
| "Darling to Madonna"                                 | 26 de setembro de 2012 | 18                | Two Yous                |
| "Sekaiju ni Kimi wa Hitori dake"                     | 16 de janeiro de 2013  | 19                | Two Yous                |
| "Urahara Temptation"                                 | 25 de junho de 2014    | 17                | You the 3rd: Wildflower |
| "Amai Melody"                                        | 29 de outubro de 2014  | 16                | You the 3rd: Wildflower |
| "Hana"                                               | 6 de maio de 2015      | 15                | You the 3rd: Wildflower |
| "Ha wo Kuishibare!" "Charming Shōbu Sedai"           | 25 de junho de 2014    | 23                | Singles sem álbum       |
| "Sayonara, Standard"                                 | 24 de maio de 2017     | 31                | Singles sem álbum       |
| "Distortion" "Tokimeita no ni Through"               | 17 de janeiro de 2018  | 21                | Singles sem álbum       |
| "—" denota lançamentos que não entraram nas paradas. |                        |                   |                         |

#### Singles digitais
| Título                                               | Data                   | Ranking de vendas |
| Título                                               | Data                   | Japão             |
| ---------------------------------------------------- | ---------------------- | ----------------- |
| "Neo Sugar Sugar You"                                | 23 de maio de 2018     | -                 |
| "Saiko no Onna"                                      | 12 de setembro de 2018 | -                 |
| "Kawaisona Onna"                                     | 2 de março de 2019     | -                 |
| "Koi"                                                | 1º de maio de 2019     | -                 |
| "Yoake"                                              | 31 de julho de 2019    | -                 |
| "Tokai no Onna"                                      | 10 de março de 2020    | -                 |
| "#Himatsubushi "                                     | 3 de junho de 2020     | -                 |
| "Taboo"                                              | 10 de dezembro de 2020 | -                 |
| "—" denota lançamentos que não entraram nas paradas. |                        |                   |

## Filmografia

### Filmes
| Ano  | Título                                       | Papel           | Notas                          |
| ---- | -------------------------------------------- | --------------- | ------------------------------ |
| 2010 | Kaidan Shin Mimi Bukuro Kaiki                | Yuko Hitotsugi  | Papel principal em "Tsukimono" |
| 2011 | Cheerfu11y                                   | Kanna Ishikawa  | Papel principal                |
| 2011 | Kikkake wa You!                              | Ela mesma       | Papel principal                |
| 2019 | Hatsukoi: Otosan, Chibi ga Inaku Narimashita | Shizuko (jovem) |                                |

### Televisão
| Ano  | Título                     | Papel           | Notas                |
| ---- | -------------------------- | --------------- | -------------------- |
| 2008 | Kirarin Revolution Stage 3 | Kobeni Hanasaki | Papel principal; voz |

## Turnês
- You Kikkawa Band Live Tour 2018: Hasutaku Warai: Neo Sugar Sugar You (吉川 友 バンドライブツアー2018 一蓮託笑 〜NEO SUGAR SUGAR YOU〜)[16]